# 18 Чаши
18 Чаши (лат. 18 Crateris), HD 100393 — двойная звезда в созвездии Гидры на расстоянии приблизительно 390 световых лет (около 119 парсек) от Солнца. Видимая звёздная величина звезды — +5,144m.

## Характеристики
Первый компонент — красный гигант спектрального класса M0, или M1-2III, или M2IIIb, или Ma. Масса — около 1,24 солнечной, радиус — около 49,8 солнечного, светимость — около 340,739 солнечной. Эффективная температура — около 3700 K.
Второй компонент — коричневый карлик. Масса — около 28,35 юпитерианской. Удалён в среднем на 1,573 а.е..